# Molen Van der Steen
De Molen Van der Steen was een windmolen in de Nederlandse plaats Venlo, op een locatie aan de huidige Molensingel.
De Katwijker Jozef van der Steen kocht in 1876 in Waddinxveen een molen en herbouwde deze in 1877 in Venlo. Deze molen brandde echter in 1883 af. Nog in datzelfde jaar bouwde hij een nieuwe molen: een stenen stellingmolen. Hij gebruikte de molen om hout te zagen.
In 1918 is de molen afgebroken.
Benders Molen · Bovenste Molen · Distelmolen · Geërfdenmolen · Molen van Geurts · Goofersmolen · Goossensmolentje · Hellmolen · Holtmeule · Italiëmolen · Jansens Standerdmolen · Laaghuismolen · Lohofsmolen · Maagdenbergsmolen · Maalbekermolen · Molen van het Aldt Huys · De Meule · Munnikemolen · Oliemolen · Onderste Molen · Ottenmolen · Panhuismolen · Patersmolen · Peetersmolen · Picardiemolen · Polvermolen · Sint-Antoniusmolen · Spanjaertsmolen · Stadsmolen · Molen van Van der Steen · Rijstpelmolen Van Dinteren · Rosmolen Verzijl · Villegerveldsmolen · Watermeule · Watermolen Lomm · Weizemolen · Wymarse Molen